# Софийский монастырь (Мацуо)
Софийский монастырь — единственный женский православный монастырь на территории Японии, находящийся в посёлке Мацуо города Самму и входящий в структуру Представительства Московского патриархата в Токио.

## История

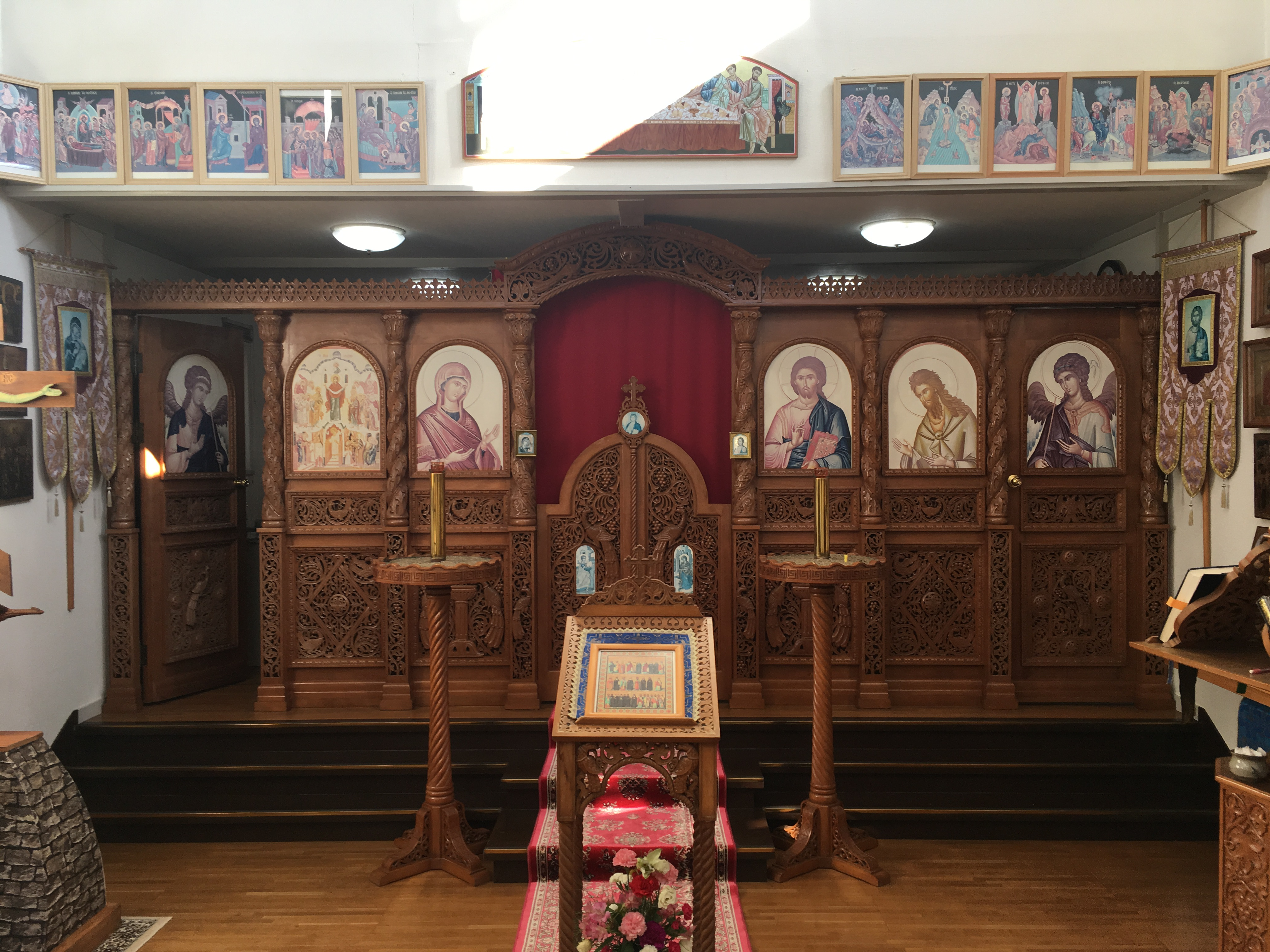
Иконостас в греческом стиле

Монастырь был основан в 1989 году на участке земли в посёлке Мацуо префектуры Тиба, принадлежащем на правах собственности архиепископу Раменскому Николаю (Саяме). Первоначально был устроен храм в честь Покрова Пресвятой Богородицы, куда были перенесены иконы и утварь из резиденции архиепископа Николая в Токио. Ряд икон для монастыря написал сербский иеромонах Пахомий (Гачич), проживавший долгое время в обители.
В 1994 году на участке был построен более просторный Софийский храм и монастырь начал называться Софийским. Резной деревянный иконостас, сень над плащаницей, архиерейская кафедра, паникадило и другая церковная утварь были изготовлены при поддержке греческого митрополита Сотирия (Трамбаса).
В 2003 году в Японию прибыли насельницы Южно-Уссурийского Богородице-Рождественского женского монастыря инокини Апполинария и Ксения для ухода за престарелым архиепископом Николаем и проживания при Софийском монастыре. В 2004 году на смену Аполлинарии прибыла монахиня Магдалина. Богослужения проходят на японском и церковнославянском языках. 
На сегодняшний день в монастыре имеется трапезная, огород, животное хозяйство и сад. Каждый желающий может помочь монастырю. По праздникам в монастыре проводятся концерты и чаепития. 
Монастырь находится в тихом лесу с полями, где японцы выращивают овощи и фрукты.